# O Nó do Diabo
O Nó do Diabo é um filme brasileiro do gênero terror de 2018. Dirigido por Ramon Porto Mota, Ian Abé, Gabriel Martins e Jhésus Tribuzi, traz a história de cinco contos de horror com histórias que se entrelaçam. Conta com Zezé Motta, Isabél Zuaa, Fernando Teixeira e outros no elenco.

## Elenco
| Ator/Atriz            | Personagem |
| Zezé Motta            | Afi        |
| Miuly Felipe da Silva | Maria      |
| Yurie Felipe da Silva | Cissa      |
| Alexandre De Sena     | Sebastiao  |
| Cíntia Lima           | Tete       |
| Everaldo Pontes       | Bacelar    |
| Isabél Zuaa           | Luka       |
| Edilson Silva         | Joaquim    |
| Clebia Sousa          | Joana      |
| Fernando Teixeira     | Vieira     |
| Tavinho Teixeira      | Cristian   |

## Recepção
O filme teve uma recepção mista entre os críticos de cinema. Entre os usuário do site IMDb, tem uma média de 6,0/10 com base em 52 avaliações. No site AdoroCinema, O Nó do Diabo conta com uma média de 3,4 de 5 estrelas com base em 6 resenhas críticas:
Luiz Zanin Oricchio, do O Estado de São Paulo, escreveu: "Bem filmado e interpretado, "O Nó do Diabo" acerta em sua concepção mais geral – o Brasil visto como um filme de terror, este sim longo demais, em que o passado assalta o presente,  inviabiliza o futuro e sem final feliz à vista."
Do Papo de Cinema, Marcelo Müller opinou: "O Nó do Diabo é desequilibrado, problema comum aos filmes episódicos. Há de se exaltar, porém, a coesão da proposta de deflagrar o sofrimento do negro no Brasil, valendo-se do horror e do extraordinário para falar dessa subjugação étnica."
Sérgio Alpendre, da Folha de S.Paulo, disse: "A estrutura se fortalece e leva o filme para cima por termos uma boa abertura no primeiro episódio e um bom final de quinto episódio, dando uma impressão maior de coesão."
Do site Carmattos, Carlos Alberto Mattos escreveu: "É mais um exemplo bem-sucedido do filme de terror brasileiro contemporâneo, com a qualidade extra de ser também um possante comentário social. […] O filme faz bom uso dos códigos do gênero, sem apelar para sustos banais. A narrativa é eminentemente visual e tudo funciona a contento."

## Principais prêmios e indicações
| Ano  | Festival                            | Categoria               | Nomeações                                                   | Resultado | Ref.  |
| ---- | ----------------------------------- | ----------------------- | ----------------------------------------------------------- | --------- | ----- |
| 2017 | Festival de Cinema de Brasília      | Melhor Ator Coadjuvante | Alexandre De Sena                                           | Venceu    | [ 4 ] |
| 2018 | Mostra de Cinema de Tiradentes      | Melhor Filme            | Ramon Porto Mota, Ian Abé, Gabriel Martins e Jhésus Tribuzi | Indicado  |       |
| 2019 | Prêmio Guarani de Cinema Brasileiro | Melhor Efeitos Visuais  | Kapel Furman e Raphael Borghi                               | Indicado  |       |